# Morrisania (Bronx)

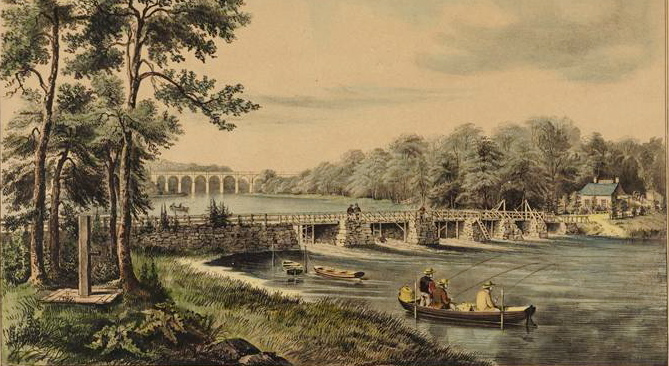
Vue ancienne de Morrisania.

Morrisania est le nom historique d'un quartier du sud du Bronx à New York.
Ce nom est dérivé du manoir de Morrisania qui appartenait à la famille Morris, une puissante famille aristocratique dont faisait partie Lewis Morris (1726 – 1798) le 4e lord de cette famille.
On y trouvait des clubs de jazz dans les années 1950. De nos jours, ce quartier est relativement associé à ses voisins, c'est aussi un quartier résidentiel relativement défavorisé.